# HMD Global
HMD Global Oyは 、 2014年にノキアがマイクロソフトに売却した携帯電話事業を引き受けたフィンランドの携帯電話会社。 
2014年にノキアによって販売されたMicrosoft Mobileのフィーチャーフォン事業を継承して設立された。 
HMD Global Oy(有限会社)は、 2016年12月1日にNokiaブランドをMicrosoftのライセンス契約を通じてNokiaブランドのスマートフォンとフィーチャーフォンを開発、販売している。Googleとは「緊密なパートナーシップ」の関係であり、スマートフォン用のOSとしてAndroid oneを採用している。本社はフィンランドのエスポーに位置し 、ノキアの元幹部により運営されている。同社は、ライセンス契約を通じ、携帯電話向けのノキアブランドの独占的権利を有している。同社は、2014年にノキアが販売したMicrosoft Mobileのフィーチャーフォン事業を継承して設立。フィーチャーフォンではSeries 30+プラットフォームまたは最近ではKaiOSが主に使用されている。HMDブランドは企業目的で使用され、広告には使用されていない。ソーシャルメディアでは、Nokia Mobileと呼称されている 。 

## 沿革
ノキアは2007年以降のAppleとサムスンなどが革新的なスマートフォンが登場するまでは、携帯電話とスマートフォンを市場をリードしていたメーカーであった。スマートフォンへのモバイル市場の移行、モバイルオペレーティングシステムの選択の悪さなど、さまざまな要因により、ノキアは2000年代の人気を維持することができなかった。Windows Phoneのモバイルアプリ製品は、AppleのiOSやGoogleのAndroidで提供されるものほど包括的ではなかったため、マイクロソフトとの最初のパートナーシップは役に立つことはなかった。この時点で、ノキアはフィーチャーフォンのラインナップと、 ノキアLumiaおよびノキアアーシャの製品ラインの下に、ローエンドからハイエンドまでのさまざまなスマートフォンを取り揃えていたが、2010年代初頭までに、ノキアは携帯電話市場でシェアを失い、AppleとSamsungによってそれぞれシェアが追い越されていった。 
2010年代初頭までに、ノキアは携帯電話市場で大きな市場シェアを失い、AppleとSamsungによって追い抜かれた。   

### Microsoft Mobile時代

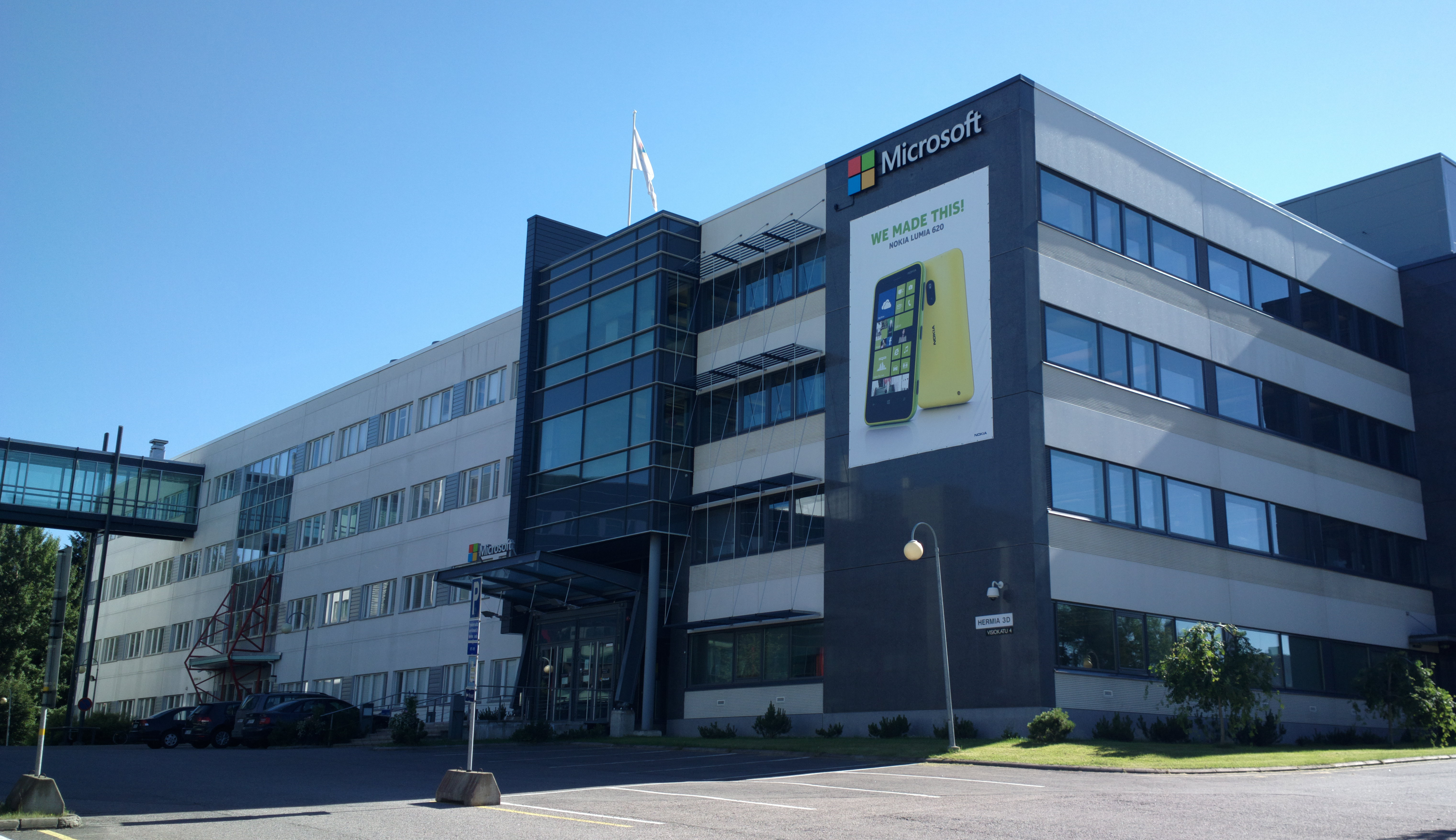
HMD Globalの前身会社でもある「Microsoft Mobile」

2014年にノキアの携帯電話事業はマイクロソフトに売却され、新たにMicrosoft Mobileとして設立された。マイクロソフトがWindows 10 Mobile採用の携帯電話を発売するブランドとして利用する狙いがあったが、Nokiaのシェアは、AndroidおよびiOSデバイスでの市場競争の中で大きなシェアを獲得できなかったが、これはマイクロソフトがWindows Phoneモバイルオペレーティングシステムを導入する手段としてブランドを主に使用していたためであった。Nokia Lumiaスマートフォンのシェアは、 AndroidおよびiOSデバイスに支配されている競争の激しいスマートフォン業界で大きな牽引力を獲得できなかった。Microsoft Mobileの下で、Nokiaブランドを中心として拡大しようとしていたために、内部では闘争が発生していた。2014年10月、MicrosoftはMicrosoft Lumia 535の販売をもって、NokiaブランドでMicrosoftで販売するLumiaスマートフォンを廃止し、フィーチャーフォンのみが、Nokiaブランドを維持することとなった。

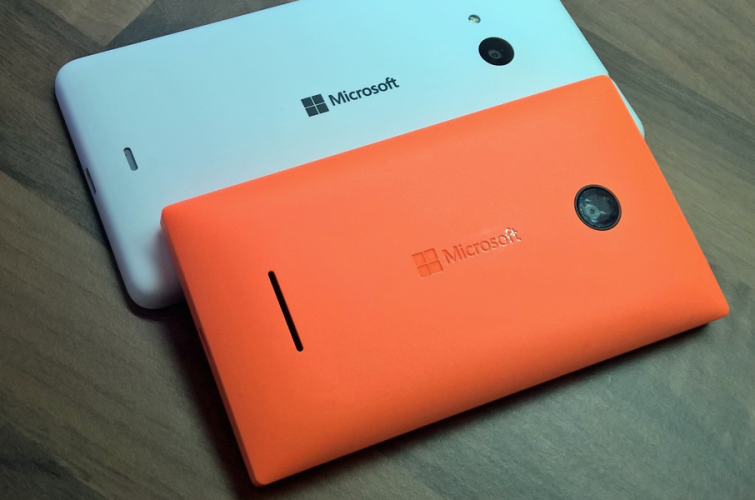
Microsoftが販売する最後のNokiaスマートフォンとなった「Lumia535」と「Lumia435」

### Nokiaに回帰
NokiaのCEO、Rajeev Suriは2015年6月、Nokiaブランドでのスマートフォン事業が復活すると発表した。Nokiaブランドがスマートフォンに戻ると述べた。年初に、Nokia TechnologiesはAndroidを採用したN1タブレットを発売した。ノキアはマイクロソフトとの買収契約の条件の下で、2015年12月31日までノキアブランドの携帯電話を販売できなかったが、2016年2月に、Suriは、他のメーカーと共同設計する立場にあることを望んでいると述べた
HMD Global Oyは、2015年11月9日にヘルシンキで設立された。  
2016年5月18日に、Microsoft Mobileはフィーチャーフォン事業をHMD GlobalおよびFIH Mobileに売却することを発表。 それにはノキアブランドの携帯電話は2008年から販売されていない日本を除いてデザインの権利と、2024年まで世界中のあらゆるタイプの携帯電話とタブレットでノキアブランドを使用する権利も含まれていた 。HMDはまた、携帯電話標準の必須特許ライセンスの使用を含む、ノキアコーポレーションとのライセンス契約に署名しました。 ノキアは、この動きは「世界を代表するモバイルブランドの1つを主要なモバイルオペレーティングシステムに統合する」と述べた。ベトナムのものを含め、Microsoft Mobileの一部の工場は、世界最大の電子機器メーカーである台湾のFoxconnの子会社であるFIH Mobileに売却された。 
HMD Global製品はFIH / Foxconn工場で製造されることに同意した。 HMD GlobalとFIH Mobileの両方への総販売額は3億5000万米ドルとされた。  HMDは、今後3年間で5億米ドルを投じて新製品のマーケティングを支援することを決定した。 また同社は、2012年までノキアの副社長であったジャン・フランソワ・バリルが運営するSmart Connect LPと呼ばれ、ルクセンブルクを拠点とするプライベートエクイティファンドによって支援されている。  

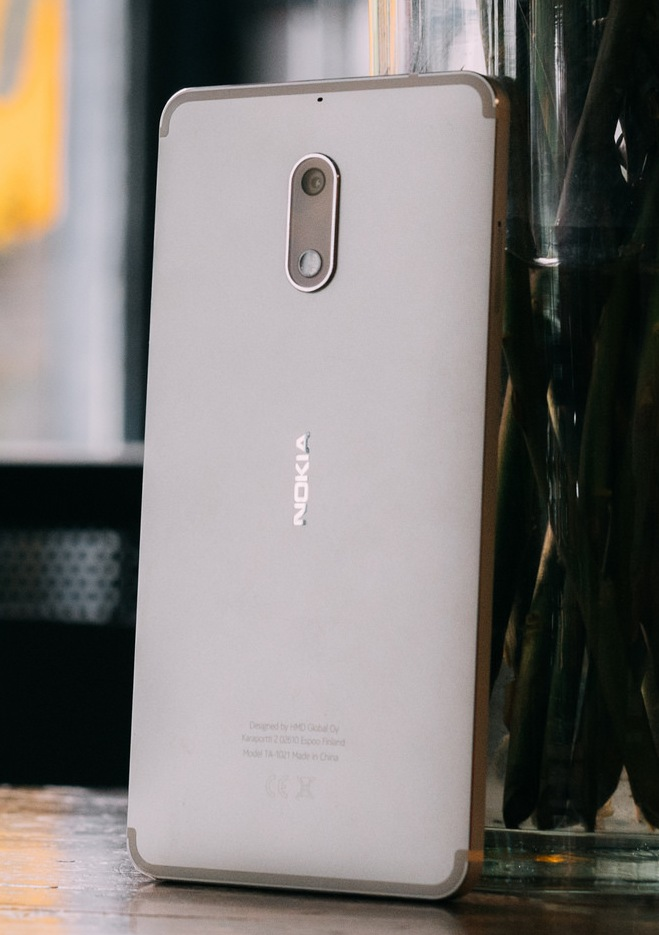
HMD初のAndroid搭載スマートフォン、Nokia 6

2016年12月1日に、ノキアのWebサイトにて2014年以来初めてモバイル端末を販売することを発表した    。最初のデバイスであるNokia 150および150(デュアルSIM)フィーチャーフォンは、2016年12月13日に発表され 、Nokiaとしては初めてAndroid採用したスマートフォンであるNokia 6は2017年1月8日に発表された。 2017年2月のモバイルワールドコングレスで、HMD Globalは象徴的なNokia 3310のリニューアルと、Nokia 3およびNokia 5という2つの新しいAndroidデバイスの発表を発表 最初のNokiaブランドのAndroidスマートフォンであるNokia 6は、中国および他のいくつかのアジア市場で販売されたが、 一方、西欧のリリースはフィンランドから始まり 、2017年8月までに3台すべてのAndroidデバイスが全世界でリリースされた。 
- 2017年7月6日に、HMD GlobalはCarl Zeiss AGと提携して、ノキアのスマートフォンにカメラレンズの光学系を提供した。 [23] ノキアは以前、2005年から2014年までの携帯電話ラインナップでZeissの光学部品を使用していた。 [24]

- 2017年7月27日に、HMD Globalは元々Nokiaが作成した500件の設計特許をMicrosoft Mobileから購入した。 注目すべき特許の1つはLumia Cameraユーザインターフェイスである。これは、 Nokia Lumia 1020に登場して以来、批評家によって高く評価されていた[25] [26] 。

- 2017年8月16日に、HMD Globalは最初の主要なNokiaスマートフォンNokia 8を発表した。その最も際立った機能は、フロントとリアの両方のZeissカメラでライブストリーミングを可能にするDual Sight（「bothie」、「 selfie 」と呼ばれる）とOZO Audioであり、Nokiaの高度な-OZOカメラは使われていない[27] [28] [29] 。

- 2017年9月、HMD GlobalはNokia Lumia 2520の設計特許を取得した。

- 2017年10月25日に、HMD GlobalはベータソフトウェアプログラムであるNokia Beta Labsを復活させた[30] 。

- 2018年1月11日、HMD GlobalはAshaブランド名を取得した。

- 2018年2月25日、新しいハイエンドのフラッグシップ、 Nokia 8 Siroccoが導入された。湾曲した全ガラスのデザインと、その名前は古いNokia 8800 Sirocco[31]、Nokia 7 plusおよび超低コストのスマートフォンNokia 1からである[32]。さらに、HMD GlobalはZEISSカメラ付き携帯電話用のNokia Pro Cameraアプリを再導入した[33]。Classic 8110も再導入された。

### 製品の命名
ノキアの製品命名は商品価格帯から来ており、Nokia Androidスマートフォンは1から9の名前が付けられ、 Nokia 1が最も低価格のスマートフォンで、 Nokia 9 PureViewがフラッグシップモデルとなっている。

## ソフトウェア
HMD GlobalはGoogleと提携しており、NokiaブランドのスマートフォンにはGoogleのAndroid Oneを採用している。カスタマイズは最小限であり、テーマのアイコンの微調整、 別のカメラアプリおよびノキアの昔ながらのスタートアップトーンとノキアの曲の着信音を採用。HMD Globalは「純粋で安全で最新」と提唱している。
これは、純粋なAndroidで知られていたGoogleの旧Nexusシリーズの後継として見られる。初期のHMD Global端末には、Android 7.0 "Nougat"がインストールされており、 Android "Oreo"および今後のAndroid "Pie"のアップデートが確認されている。  
元CEOのArto Nummelaは、2017年6月のインタビューで、HMD Globalは「Googleとの第1層パートナー」であると述べた。  

フィーチャーフォンでは、Nokia 3010 3G用にJavaを搭載したSeries 30 +、Nokia 8110 4G用にKaiOSを、また中国市場ではYunOSを採用し、シリーズ30以降を採用した。

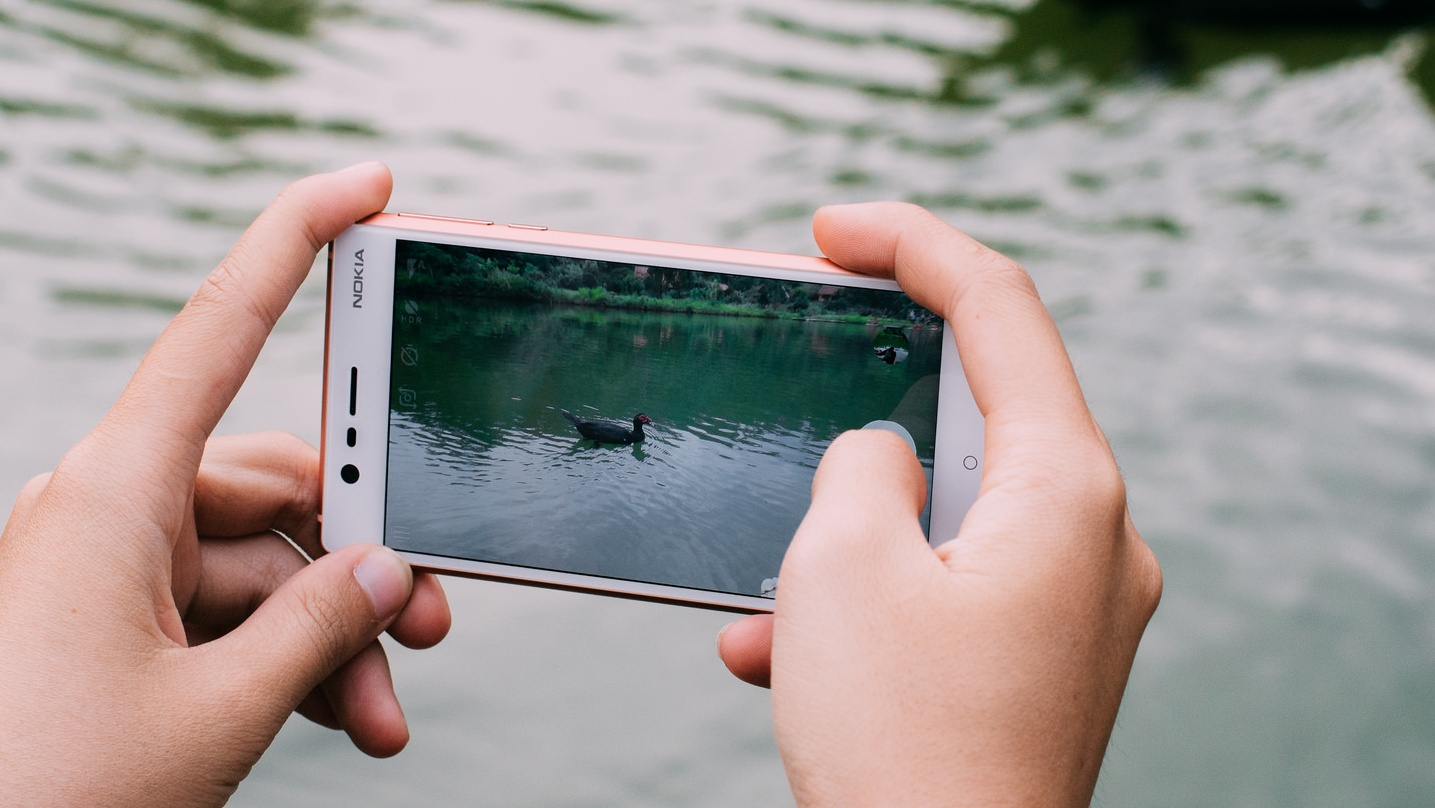
カメラが動作しているNokia 3

### スマート機能OS
スマートフィーチャーOSは、フィーチャーフォンのフォームファクターを備えたデバイスに、スマートフォン機能を提供するオペレーティングシステムである。 スマートフィーチャーOSは、Nokia 3310 3GおよびNokia 220 4GのJava、Nokia 8110 4GのKaiOS 、  Nokia 800 ToughおよびNokia 2720 Flipに基づいており、Nokia 3310 3GおよびNokia 8110 4Gで採用された   。新しいKaiOSベースのシステムは、MicrosoftのSeries 30+ではなく、Googleの多くのサービスと統合されている。 

## ハードウェア

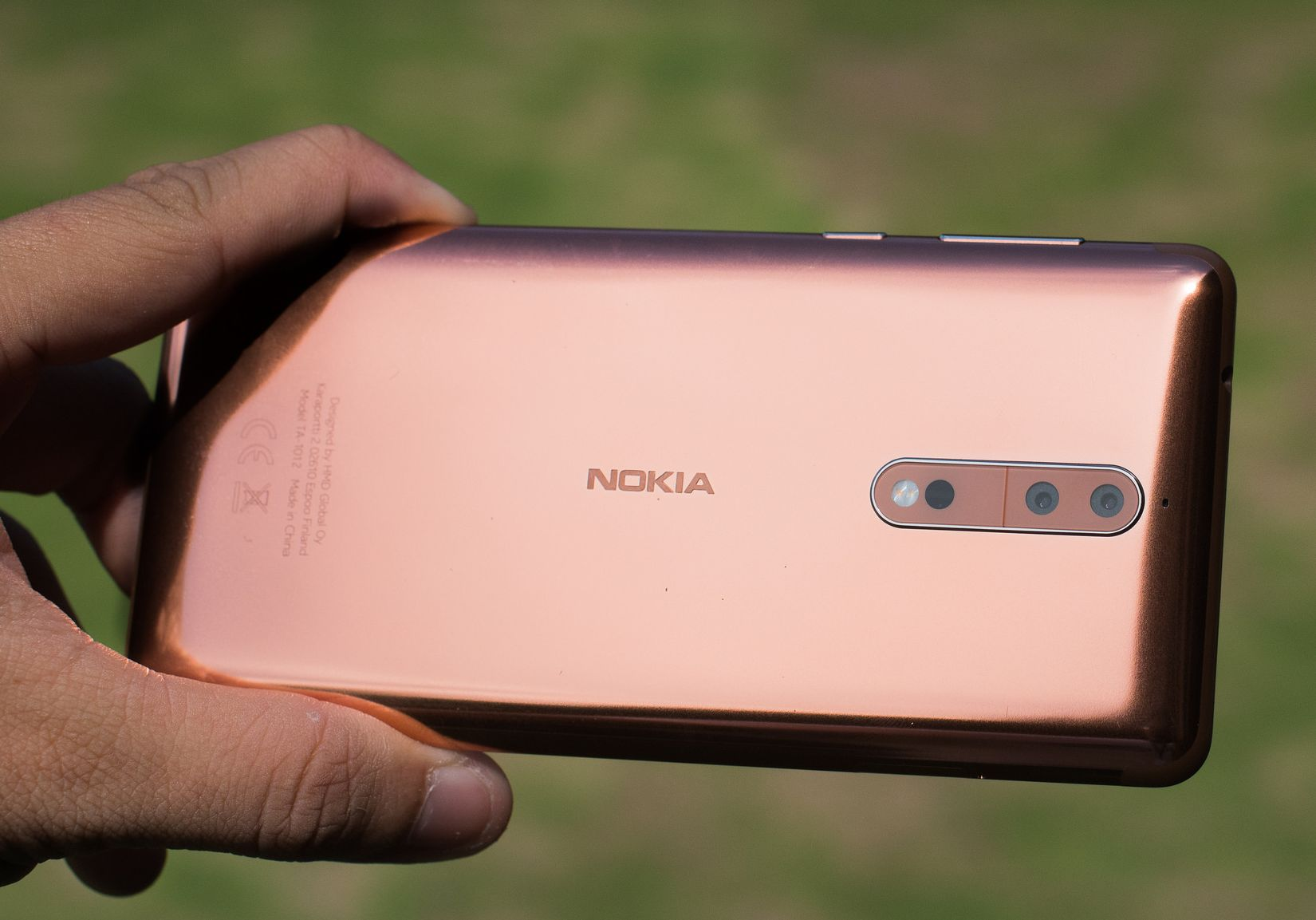
銅色の最初の旗艦、 Nokia8

## デザイン
HMD GlobalのNokiaスマートフォンのハイライトは、ビルドの品質とデザインである 。TechRadarは、低価格にもかかわらずNokia 5のプレミアムビルドを指摘した。一方、 GSMArenaは、Nokia 6は「戦車のように構築されている」と述べた。HMD Globalの最高製品責任者であるJuho Sarvikas氏は、「Nokia 6, 5, 3は、Nokiaに期待される品質を備えている」と述べた。Nokia 6ビルドの最終結果は、「最高レベルの視覚的および構造的品質を備えたアルミニウムユニボディ」と呼ばれていた。TechRadarは、 Nokia 8を「背面に飾られたNokiaブランドでこれまで見た中で最も美しいカメラの 1つ」と呼んだ。 

## オフィス

### スタッフ
CEOおよび会長職の役割は、Nokiaの前販売・マーケティング担当上級副社長であり、Siemens、Orange、およびHTCにも勤務していたFlorian Seicheによって果たされた。元のCEOはArto Nummelaで、1994年にNokiaに入社し、製品の作成やポートフォリオを含むいくつかの役職を務めた後、2014年にMicrosoft Mobileに移った。2017年7月19日、Nummelaは「相互契約書」、社長、Seiche氏が取締役代役兼CEOに就任した。。   
2016年8月15日、Rovio Entertainmentの前CEOであるPekka RantalaがHMD Globalの最高マーケティング責任者になり 、Nokiaは「再び立ち上がる」とコメントした。  Rantalaは、1994年から2011年まで、Nokiaの欧州事業の代表など、Nokiaで複数の職を歴任した。   

### 本社
HMD Globalは元々、フィンランドのノキアコーポレーションの本社の向かいにあるカラポルティにあるノキアキャンパスのビルディング2に拠点を置いていた。 2018年11月、HMD Globalは3キロメートル (1.9 mi)離れたエスポーにあるアルベルガ・ビジネスパークの新しい施設に移転した。同じ建物には、HMD Globalの製品を販売するFIH Mobileの子会社であるTNS Mobile Oyの本社も置いている。HMD Globalの他のメインオフィスは、イギリスのロンドンにもあり、インドのノイダとアラブ首長国連邦のドバイにもある。  

## 製品

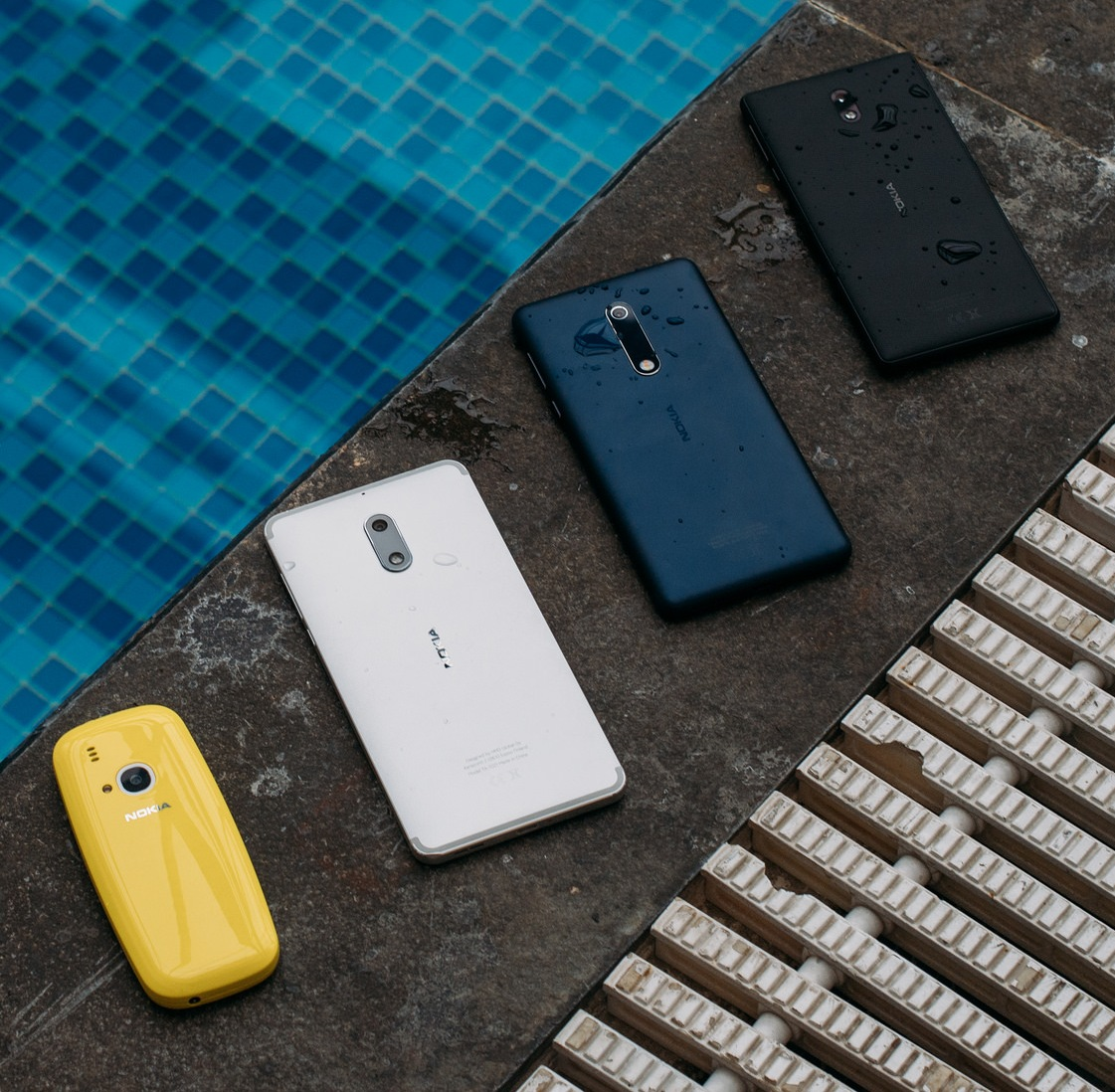
2017年初頭のラインナップ：Nokia 3310、6、5、3

### スマートフォン
| ティア                     | 装置名                            | 発表日                                                   |
| -------------------------- | --------------------------------- | -------------------------------------------------------- |
| ローエンドデバイス         | Nokia 1                           | 2018年2月25日                                            |
| ローエンドデバイス         | Nokia 1 Plus                      | 2019年2月24日                                            |
| ローエンドデバイス         | Nokia 2                           | 2017年10月31日                                           |
| ローエンドデバイス         | Nokia 2.1                         | 2018年5月29日                                            |
| ローエンドデバイス         | Nokia 2.1                         | 2019年1月31日 （米国-Nokia 2 V）                         |
| ローエンドデバイス         | Nokia 2.2                         | 2019年6月6日                                             |
| エントリーレベルのデバイス | Nokia 3                           | 2017年2月26日                                            |
| エントリーレベルのデバイス | Nokia 3.1                         | 2018年5月29日                                            |
| エントリーレベルのデバイス | Nokia 3.1 Plus                    | 2018年10月11日                                           |
| エントリーレベルのデバイス | Nokia 3.1 Plus                    | 2019年1月31日 (米国-Cricket Wireless向けNokia 3.1 Plus） |
| エントリーレベルのデバイス | Nokia 3.1 A / 3.1 C               | 2019年6月7日                                             |
| エントリーレベルのデバイス | Nokia 3.2                         | 2019年2月24日 (米国-2019年8月20日、Nokia 3 V）           |

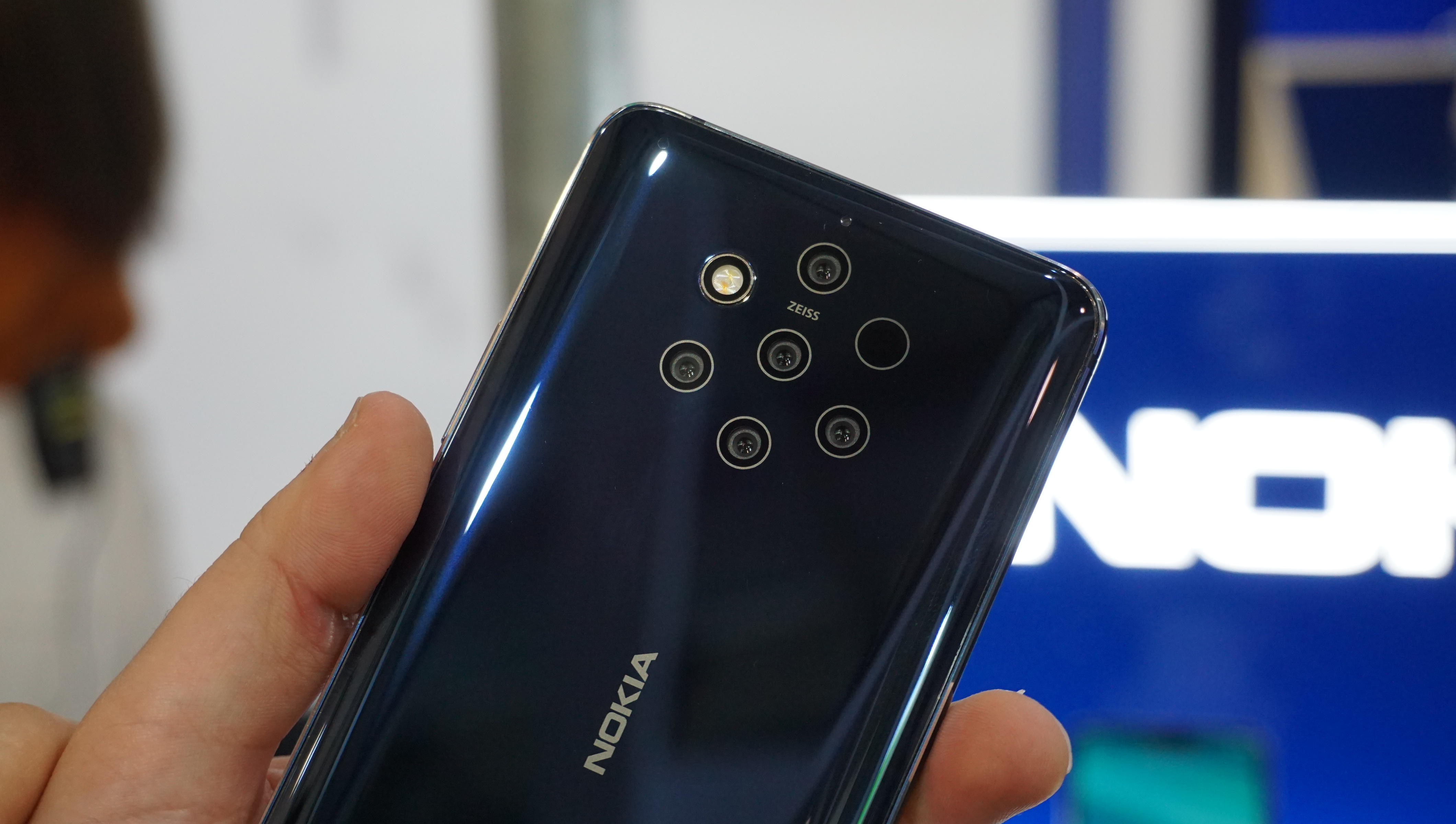
HMD Globalでは初となるPureViewブランドのフラッグシップスマートフォン「Nokia 9 PureView」

| エントリーレベルのデバイス | Nokia 4.2                         | 2019年2月24日                                            |
| エントリーレベルのデバイス | Nokia 5                           | 2017年2月26日                                            |
| エントリーレベルのデバイス | Nokia 5.1                         | 2018年5月29日                                            |
| エントリーレベルのデバイス | Nokia 5.1 Plus （中国のNokia X5） | 2018年7月18日 （中国）                                   |
| エントリーレベルのデバイス | Nokia 5.1 Plus （中国のNokia X5） | 2018年10月1日 （インド）                                 |
| ミッドレンジデバイス       | Nokia 6                           | 2017年1月8日                                             |
| ミッドレンジデバイス       | Nokia 6.1                         | 2018年1月5日                                             |
| ミッドレンジデバイス       | Nokia 6.1 Plus （中国のNokia X6） | 2018年5月16日 （中国）                                   |
| ミッドレンジデバイス       | Nokia 6.1 Plus （中国のNokia X6） | 2018年7月18日 （グローバル版）                           |
| ミッドレンジデバイス       | Nokia 6.2                         | 2019年9月5日                                             |
| ミッドレンジデバイス       | Nokia 7 （現在は中国のみ）        | 2017年10月18日 （中国）                                  |
| ミッドレンジデバイス       | Nokia 7.1                         | 2018年10月4日                                            |
| ミッドレンジデバイス       | Nokia 7 Plus                      | 2018年2月25日                                            |
| ミッドレンジデバイス       | Nokia 7.2                         | 2019年9月5日                                             |
| ミッドレンジデバイス       | Nokia 8.1 （中国のNokia X7）      | 2018年10月16日 （中国） 2018年12月6日 （インド）         |
| ミッドレンジデバイス       | Nokia X71                         | 2019年4月2日 （中国）                                    |
| フラッグシップデバイス     | Nokia 8                           | 2017年8月16日                                            |
| フラッグシップデバイス     | Nokia 8 Scirocco                  | 2018年2月25日                                            |
| フラッグシップデバイス     | Nokia 9 PureView                  | 2019年2月24日                                            |

### Nokia Classicシリーズ
- Nokia 8110 4G
- Nokia 3310（2017）
- Nokia 2720 Flip

### フィーチャーフォン

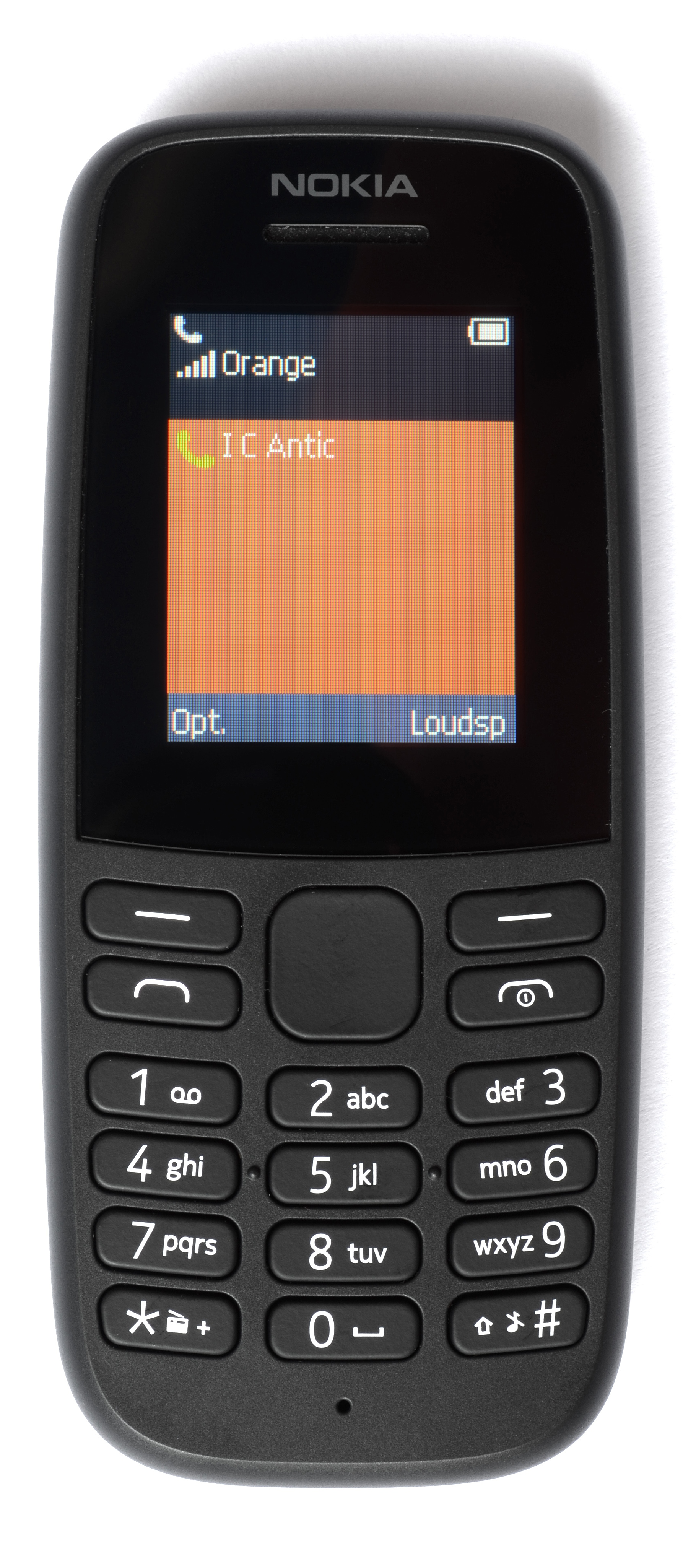
Nokiaのフィーチャーフォン「Nokia 105(2019)」

- Nokia 105（2017）
- Nokia 105（2019）
- Nokia 106（2018）
- Nokia 110（2019）
- Nokia 130（2017）
- Nokia 150
- Nokia 210（2019）
- Nokia 220 4G
- Nokia 800タフ

### HMD Globalが販売するその他の端末
以前、Microsoft Mobileによって販売されていた端末 
- Nokia 105（2015）
- Nokia 130
- Nokia 216
- Nokia 230

## 参照資料
1. ↑  Carlon (2016年12月1日). “Nokia's new Android phones made in "close partnership" with Google”. Android Authority. 2017年7月24日閲覧。
2. ↑  Dua (2016年12月2日). “Meet HMD Global, the Team Bringing Nokia Phones Back”. NDTV. 2017年6月14日閲覧。
3. ↑  “Mikä ihmeen HMD? Tällainen on yhtiö, joka alkaa valmistaa Nokian puhelimia” (Finnish). Yle Uutiset (2016年5月18日). 2016年5月18日閲覧。
4. ↑  “Nokia Mobile (@nokiamobile)”. Twitter. 2017年8月20日閲覧。
5. ↑  “Nokia Mobile”. www.facebook.com. 2017年8月20日閲覧。
6. ↑  Datta, Debabrata (2017). Managerial Economics. Haryana: PHI Learning Pvt. Ltd.. p. 115. ISBN 978-8-12035-241-4
7. ↑  Shah (2016年12月1日). “Nokia Brand Relives”. Counterpoint Research. 2017年6月14日閲覧。
8. ↑  Burton (2016年2月22日). “MWC 2016: Nokia confirms plan to return to smartphones”. V3.co.uk. 2017年8月20日閲覧。
9. ↑  R. (2014年10月27日). “Nokia Planning New Smartphones in 2016 after License Agreement with Microsoft Ends?”. International Business Times. 2017年8月20日閲覧。
10. ↑  Callaham (2016年2月22日). “Nokia CEO says company is in 'no rush' to return to smartphone market”. Windows Central. 2017年8月20日閲覧。
11. ↑  “HMD Global oy”. Business Information System. 2017年6月14日閲覧。
12. 1 2 3  Shilov (2016年12月2日). “HMD Closes Nokia Brand and Patents Deal with Microsoft, Smartphones Due in 2017”. AnandTech. 2017年7月24日閲覧。
13. ↑  “Microsoft sells Nokia feature phones business”. BBC News (2016年5月18日). 2017年6月14日閲覧。
14. ↑  Ranger (2016年5月18日). “Nokia-branded smartphones and tablets are coming – and they will be running Android”. ZDNet. 2017年6月14日閲覧。
15. ↑  Barr (2016年5月18日). “Microsoft sells Nokia brand use to Foxconn and HMD Global”. SlashGear. 2016年5月19日閲覧。
16. ↑  Souppouris (2016年5月18日). “Nokia will return to mobile with Android phones and tablets”. Engadget. 2016年5月19日閲覧。
17. ↑  “Jean-Francois Baril”. LinkedIn. 2016年11月28日時点のオリジナルよりアーカイブ。2016年5月21日閲覧。
18. ↑  Moore (2016年12月1日). “Nokia is BACK – legendary smartphone maker starts selling phones online again”. 2017年6月14日閲覧。
19. ↑  “HMD Global announces affordable and durable Nokia 150 phones”. HMD Global (2016年12月13日). 2017年6月14日閲覧。
20. ↑  Collins (2017年2月26日). “Everything Nokia announced at its MWC 2017 press conference”. CNET. 2017年6月14日閲覧。
21. ↑  “HMD will officially launch Nokia 3, 5 and 6 in Finland on June 6”. Nokia Power User (2017年6月5日). 2019年2月10日閲覧。
22. ↑  Akolawala (2017年3月24日). “Nokia 3, Nokia 5, Nokia 6 Android Phones to Reportedly Launch at 'Affordable Price' in 120 Markets Simultaneously”. NDTV. 2017年6月14日閲覧。
23. ↑  Warren (2017年7月6日). “Nokia and Zeiss brands reunite for the Android era”. The Verge. 2017年7月24日閲覧。
24. ↑  Fingas (2017年7月6日). “HMD hopes Zeiss can restore 'Nokia' phones to their former glory”. Engadget. 2017年7月24日閲覧。
25. ↑  “HMD now owns 500 Nokia design patents, including one for the Lumia Camera UI”. GSM Arena (2017年7月27日). 2017年8月20日閲覧。
26. ↑  Vasile (2017年7月27日). “Nokia smartphones might soon come with Lumia Camera UI”. Phone Arena. 2017年8月20日閲覧。
27. ↑  “Nokia 8 OZO Audio, Dual-sight & Liquid-cooling: All that you need to know”. Nokia Power User (2017年8月17日). 2017年8月20日閲覧。
28. ↑  Gibbs, Samuel (2017年8月16日). “Nokia 8 hopes to beat Apple and Samsung with 'bothie', a new version of the selfie” (英語). The Guardian (Guardian Media Group). ISSN 0261-3077 2017年8月18日閲覧。
29. ↑  Wiggins (2017年8月16日). “With a New Smartphone, Nokia-Maker Takes on Apple and Samsung” (英語). Bloomberg L.P.. 2017年8月18日閲覧。
30. ↑  Lynch (2017年10月25日). “Nokia Reintroduces Beta Labs Program for Android 8.0 Oreo Beta Testing”. XDA Developers. 2019年2月10日閲覧。
31. ↑  Rigg (2018年2月25日). “The Nokia 8 Sirocco edition is 95-percent glass”. Engadget. 2019年2月10日閲覧。
32. ↑  Scrivens (2018年2月25日). “Hands on with the Nokia 1, Nokia 6 (2018), Nokia 7 Plus, and Nokia 8 Sirocco”. Android Police. 2019年2月10日閲覧。
33. ↑  El Khoury (2018年2月26日). “Nokia brings back the Lumia's beloved Camera Pro to its Android devices”. Android Police. 2019年2月10日閲覧。
34. ↑  Warren (2018年2月25日). “Nokia's banana phone from The Matrix is back”. The Verge. 2019年2月10日閲覧。
35. ↑  McCann (2018年3月5日). “Hands on: Nokia 8110 4G review”. Tech Radar. 2019年2月10日閲覧。
36. ↑  Rutherford (2018年2月25日). “Nokia's Latest Retro Revival Is Making Me Crave Bananas”. Gizmodo.com. 2019年2月10日閲覧。
37. ↑  Trenholm (2018年2月25日). “Nokia reboots the 8110, the phone from 'The Matrix'”. CNet.com. 2019年2月10日閲覧。
38. ↑  “HMD's Nokia 6 is now available in the U.S. for $229”. DigitalTrends.com (2017年6月26日). 2017年8月20日閲覧。
39. ↑  Williams (2018年7月18日). “Nokia 6 Review: Is this the budget Android phone to beat?”. Trusted Reviews. 2017年8月20日閲覧。
40. ↑  “Nokia 6 teardown: built like a tank”. GSMArena (2017年3月29日). 2017年8月20日閲覧。
41. ↑  Dhapola, Shruti (2017年5月9日). “Nokia smartphones have premium build, go beyond specs, says HMD Global's Juho Sarvikas”. The Indian Express 2017年8月20日閲覧。
42. ↑  Montano (2017年1月8日). “Nokia 6 is official! ‘First' Nokia Android Smartphone Launched in China!”. My Nokia Blog. 2017年8月20日閲覧。
43. ↑  Peckham (2018年1月29日). “Nokia 8 review”. Tech Radar. 2017年8月20日閲覧。
44. ↑  “Nokia Campus Espoo”. Nokia. 2017年7月24日閲覧。
45. ↑  Lehtiniitty (2018年11月2日). “Nokia-puhelinyhtiö HMD Globalin pääkonttori muutti Espoossa Karaportista Leppävaaraan”. Mobiili.fi. 2019年2月10日閲覧。
46. ↑  “Contact Us”. HMD Global. 2017年6月14日閲覧。
47. ↑  “Nokia 1 is the first Android Go smartphone by HMD Global”. GSMArena (2018年2月25日). 2019年2月10日閲覧。
48. ↑  Gartenberg (2019年2月24日). “Nokia bets big on buttons with its new budget phones”. The Verge. 2019年2月24日閲覧。
49. ↑  Rogerson (2017年10月31日). “Nokia 2 announced with two-day battery life and a low price”. Tech Radar. 2019年2月10日閲覧。
50. ↑  Yanachkov (2018年5月29日). “Nokia 5.1, 3.1, 2.1 are announced: pure Android, affordable price”. Phone Arena. 2019年2月10日閲覧。
51. ↑  “Nokia 2 V — Long-lasting entertainment”. Nokia.com. 2019年2月10日閲覧。
52. ↑  “A new era for Nokia smartphones”. HMD Global (2017年2月26日). 2019年2月10日閲覧。
53. ↑  “Nokia 3.1 Plus International – Phone specs comparison”. Phone Arena. 2019年2月10日閲覧。
54. ↑  “Nokia 3.1 Plus”. 9to5Google.com. 2019年1月31日閲覧。
55. ↑  “Nokia 3.1 A for AT&T and Nokia 3.1 C for Cricket announced in the US” (英語). GSMArena.com. 2019年6月20日閲覧。
56. ↑  Schoon (2019年8月20日). “Nokia 3V debuts on Verizon this week for $168” (英語). 9to5Google. 2019年8月20日閲覧。
57. ↑  “Nokia X5 officially announced in China”. nokiamob.net (2018年7月18日). 2019年2月10日閲覧。
58. ↑  Rice-Jones (2018年7月19日). “The quietly announced Nokia X5 features a 5.8" screen and a notch”. KnowTechie. 2019年2月10日閲覧。
59. ↑  “Nokia 5.1 Plus launched in India”. GSMArena (2018年9月24日). 2019年2月10日閲覧。
60. ↑  “HMD Global launches first smartphone, the Nokia 6 in China”. HMD Global (2017年1月8日). 2019年2月10日閲覧。
61. ↑  Adams (2018年1月5日). “Nokia 6 (2018) is official: coming with OZO Audio and "Bothie" photo mode for $230”. Android Authority. 2019年2月10日閲覧。
62. ↑  “首发诺基亚X6！Nokia X 系列手机正式亮相中国” (中国語). IThome.com. 2018年12月8日閲覧。
63. ↑  Gandhe (2018年5月16日). “Nokia's first smartphone with a notch officially unveiled in China”. Neowin. 2019年2月10日閲覧。
64. ↑  Cantisano (2018年7月19日). “HMD Global announces Nokia 6.1 Plus”. Neowin. 2019年2月10日閲覧。
65. ↑  “Nokia 7.2 and 6.2 unveiled with triple cameras, 6.3" HDR10 screens”. gsmArena (2019年9月5日). 2019年9月5日閲覧。
66. ↑  Kastrenakes (2017年10月18日). “The Nokia 7 has a ‘bothie' camera for half the price of the Nokia 8”. The Verge. 2019年2月10日閲覧。
67. ↑  Nield (2018年11月4日). “Nokia 7.1 review”. Tech Radar. 2019年2月10日閲覧。
68. ↑  Martonik (2018年2月25日). “Nokia announces €749 Nokia 8 Sirocco, improved Nokia 7 Plus and Android Go-powered Nokia 1”. Android Central. 2019年2月10日閲覧。
69. ↑  “官方放出诺基亚X7正面照” (中国語). IThome.com. 2018年12月8日閲覧。
70. ↑  “外媒确认：诺基亚8.1就是诺基亚X7的"全球"版本 – 诺基亚8.1,诺基亚X7” (中国語). www.ithome.com. 2018年12月8日閲覧。
71. ↑  “Nokia X71 debuts as the company's first phone with a punch hole display”. gsmArena (2019年4月2日). 2019年4月2日閲覧。
72. ↑  “Nokia 8: Three firsts in one precision designed flagship”. HMD Global (2017年8月16日). 2019年2月10日閲覧。
73. ↑  “Nokia 9 Pureview goes official, see the first five-camera setup”. gsmArena (2019年2月24日). 2019年2月24日閲覧。

インドでノキア2.2が6,999ルピーで発売